# Huelga de masas, partido y sindicatos
Huelga de masas, partido y sindicatos (en alemán: Massenstreik, Partei und Gewerkschaften) es un libro escrito por Rosa Luxemburgo y publicado en 1906, en el cual analiza la experiencia de la huelga de masas durante la revolución rusa de 1905 y su significado para la lucha internacional de los trabajadores y para el Partido Socialdemócrata de Alemania (SPD).

## Antecedentes y publicación
En plena revolución en Rusia, la autora, quien era fundadora y dirigente del Partido Socialdemócrata da Polonia y Lituania, viajó en diciembre de 1905 desde Alemania, donde residía, hasta Varsovia, Polonia, que hacía parte del Imperio Ruso y donde también se desarrollaba la revolución.
Rosa fue detenida en marzo de 1906 y estuvo presa hasta junio. Se estableció hasta septiembre en Kuokkala (hoy Repino, Finlandia), desde donde se le facilitaba ir a San Petersburgo. Durante este período escribió el libro.
No trató de encontrar una solución modelo en la experiencia de 1905, sino profundizar en la experiencia viva encontrando el significado internacional para la lucha de los trabajadores durante una período determinado, esclareciendo que la huelga de masas no era el resultado de una decisión artificial, sino el resultado de un período histórico.
De regreso a Alemania, el 20 de septiembre de 1906 Rosa llegó a Hamburgo, donde fue publicada y distribuida en noviembre la primera edición del libro, la cual fue después recogida por solicitud de los líderes sindicales socialdemócratas. La segunda edición de 1907 moderó las críticas a los dirigentes sindicales alemanes.

## Huelga de masas
El primer capítulo resume el debate sobre la huelga general con los anarquistas y dentro de la socialdemocracia. Sostiene que en Rusia por primera vez en la historia se realizó la huelga de masas en forma “grandiosa” y se reveló como el arma más poderosa de lucha política por los derechos políticos.
Según el segundo capítulo, la huelga de masas es un fenómeno histórico, resultado de un momento específico en una situación social, a partir de la necesidad histórica. Por tanto no se puede decidir “hacer” una huelga de masas, como tampoco se puede decretar una revolución. Huelga de masas y revolución solamente tienen sentido y se concretan en situaciones políticas bien determinadas.
El tercer capítulo describe el desarrollo del proceso de la huelga de masas en Rusia. Fue precedida por un trabajo “invisible y subterráneo” de organización política y sindical, después de la huelga general de 1896. En diciembre de 1904 comenzó la huelga general en Bakú, en enero de 1905 en San Petersburgo, donde comenzó a raíz de una huelga de solidaridad de los obreros de las canteras en protesta por el despido de dos trabajadores.
La sangrienta represión de la marcha de los huelguistas en San Petersburgo, desencadenó en todos los centros industriales y ciudades del Imperio Ruso, una oleada de huelgas masivas de solidaridad con la activa participación de la socialdemocracia rusa. Los dirigentes apenas tenían tiempo de formular las consignas con que las masas se lanzaban en seguida a la lucha.
La agitación pasó de los obreros industriales a las profesiones liberales, a los artistas, los campesinos, los empleados del comercio, los domésticos, el subproletariado, la policía y finalmente golpeó los cuarteles militares. Luego este torrente de lucha política se diluyó en innumerables huelgas económicas, casi todas triunfantes, para luego encaminarse por medio de los consejos obreros de fábrica, hasta los grandes consejos (soviets de trabajadores de las ciudades.
Creció enormemente el número de trabajadores sindicalizados y de sindicatos. Fábrica por fábrica, rama de la industria por rama de la industria, ciudad por ciudad los trabajadores luchaban por la jornada de 8 horas. En octubre de 1905 el soviet de San Petersburgo decidió que los trabajadores notificaran a cada patrón que no trabajarían más de 8 horas diarias y en una semana todas las fábricas de la ciudad trabajaban sólo 8 horas.
En octubre reapareció la huelga general política en todo el imperio para protestar contra la convocatoria de una Duma “consultiva” y exigir el fin de la “comedia” zarista. El éxito llevó a ampliar el movimiento y a nuevas represiones, respondidas con la huelga general de noviembre contra la declaratoria del estado de sitio en Polonia. Los empresarios respondieron cerrando fábricas y en protesta, en San Petersburgo fue realizada una huelga general.
Ahí (con la dirección del soviet de San Petersburgo en prisión), la lógica interna del proceso de huelga de masas la transformó en insurrección abierta, en barricadas y lucha callejera armada. Los acontecimientos de diciembre Moscú resultaron del desarrollo lógico del movimiento revolucionario y su culminación inevitable en una insurrección general abierta, que también se expresó antes en una serie de insurrecciones locales preparatorias. La Duma convocada en 1906 fue boicoteada por los trabajadores, pero la derrota de la insurrección significó también que ya no había más huelga de masas y "el proletariado se retiró a las sombras", de nuevo, a dedicarse al trabajo organizativo sindical y político.
El capítulo cuarto del libro, expone cómo durante el período de huelga de masas se entrelazan todas las fases de la lucha política y la lucha económica. Huelgas políticas y económicas, huelgas de generales y parciales, huelgas de protesta y de combate, las huelgas de rama de la industria y huelgas generales en determinadas ciudades, pacíficas movilizaciones salariales y enfrentamientos callejeros.
Para Rosa Luxemburgo, La huelga de masas es inseparable de la revolución. Es simplemente la forma que adopta la lucha revolucionaria. Por ello, sostiene que los socialdemócratas están llamados a asumir la dirección política de la huelga de masas, dar las consignas de lucha, orientar la táctica, de manera que en cada fase sea movilizada la totalidad del poder proletario.
El capítulo quinto trata de extraer las lecciones de la huelga de masas rusa aplicables en Alemania.
El capítulo seis sostiene la necesidad de que la huelga de masas se convierta en un verdadero movimiento popular que abarque todas las capas de trabajadores y no se limite solamente a los obreros organizados.
El capítulo séptimo insiste en que aunque los socialdemócratas no pueden determinar por adelantado el momento de la huelga de masas, si pueden orientar políticamente la lucha, prever sus probables consecuencias, y traducir la lucha en una táctica resuelta y consecuente.
El capítulo octavo trata de la articulación de los sindicatos y la socialdemocracia, para garantizar el éxito de las futuras luchas.

## Debate
Karl Kautsky, aunque llegó a reconocer que las huelgas de masas podrían generar buenos resultados, polemizó con las concepciones Rosa sobre la acción masiva para el derrocamiento del sistema, que conducía a batallas decisivas con enemigos superiores; argumentó que las huelgas de masas estaban en decadencia en occidente y si en Rusia había llevado a una revolución era por la debilidad del zarismo, tras la derrota en la guerra contra Japón. Contrapuso a la huelga de masas la estrategia del agotamiento. Rosa contestó explicando que el agotamiento de conduce a la crisis del régimen y un período huelga de masas resulta de ese agotamiento. Para ella, la socialdemocracia no debía dejarse arrastrar por los acontecimientos, sino adelantarse conscientemente a ellos, o las masas rechazaran a los dirigentes que quieran frenar su movilización.
Para Rosa, parecía que los marxistas de la escuela de Kautsky seguían viviendo en épocas pasadas, pues creían que educar en el socialismo a las masas proletarias significaba sólo distribuir volantes y folletos, hacer conferencias. Pero, en un período revolucionario, los obreros se educan en la escuela de la acción, "la masa aprende a ejercer el poder ejerciéndolo, no hay otro camino".
Lenin opinaba que en 1905 por primera vez la insurrección armada estuvo unida a la huelga de masas, arma específicamente proletaria y esta experiencia tuvo significación universal para todas las revoluciones contemporáneas; y añadía que "figuras tan destacadas el proletariado revolucionario y del marxismo como Rosa Luxemburgo apreciaron en el acto la importancia de esta experiencia práctica. e hicieron un análisis crítico de ella. En cambio, en 1925, una resolución del comité ejecutivo de la Internacional Comunista declaró que las tesis de Rosa Luxemburgo eran espontaneistas y las consideró un “peligro”.
Lukács en 1921 escribió que Rosa Luxemburg reconoció antes y con mayor claridad que muchos otros el carácter esencialmente espontáneo de las acciones de masas revolucionarias y vio con igual claridad cuál es el papel del partido en la revolución. Para ella el partido no era una simple forma de organización y el movimiento de masas y la revolución no apenas un problema de organización. "Comprendió tempranamente que la organización es más una consecuencia que una condición previa del proceso revolucionario, de la misma manera que el mismo proletariado no puede constituirse en clase sino en y por ese proceso. En este proceso, que el partido no puede ni suscitar ni evitar, el partido tiene una función muy alta: ser portador de la consciencia de clase del proletariado, consciencia de su misión histórica".
Consideraba Lukács que la concepción de Rosa Luxemburgo era fuente de la verdadera actividad revolucionaria, pues para ella, al partido le corresponde procurar "que en cada fase y en cada momento de la lucha la suma total de la potencia del proletariado ya comprometido y activo en la batalla sea realizada y expresada en la posición de combate del partido". Así, "la instancia a la realidad se convierte en la palanca de la organización verdaderamente revolucionaria, verdaderamente conforme a la clase del proletariado". Un año después de este texto bastante elogioso, Lukács dio un viraje y consideró que Rosa  sobrestimaba "el poder exterior y la lucidez y madurez interiores que la clase obrera", como consecuencia de sobrestimar el carácter puramente proletario de la revolución rusa y subestimaba el papel del partido en la revolución y la acción política consciente.
A pesar de su cambio de opinión, Lukács recordó que Rosa mostró con gran insistencia cómo la situación revolucionaria movilizó
a grandes masas de un proletariado hasta entonces no organizado y cómo esas masas manifiestan en sus acciones un nivel de conciencia de clase incomparablemente más elevado que el partido y los sindicatos mismos, que los trataron con como faltos de madurez o "atrasados".
Para Hernán Ouviña, el análisis que hizo Rosa Luxemburgo de las coyunturas específicas en las que emergen y se irradian los sóviets, implica entender que la revolución no es un evento de mero establecimiento del poder estatal revolucionario, sino un proceso complejo y multifacético, sumamente contradictorio e inestable, signado por vaivenes, ascensos y reflujos, que involucra  nuevas formas de organización popular y es protagonizado por una multiplicidad de sujetos sociopolíticos.

## Traducción
La primera traducción en español de este libro solamente fue publicada por una editorial de Córdoba (Argentina), en 1970, después de que el Cordobazo, del 29 y 30 de mayo de 1969, puso al orden del día el análisis del período de huelgas de masas que se desarrolló en ese país.

## Fuente
- Luxemburgo, Rosa (1906) Huelga de masas partido y sindicato. Traducción de Nora Rosenfeld y José Aricó. Cuadernos Pasado y Presente 13. Córdoba.

- Datos: Q29366902